# RG-59
L'RG-59 è un tipo di cavo coassiale utilizzato spesso per trasferire segnali elettrici audio, video, digitali o RF di bassa potenza, a frequenze inferiori a 1 GHz.

## Descrizione

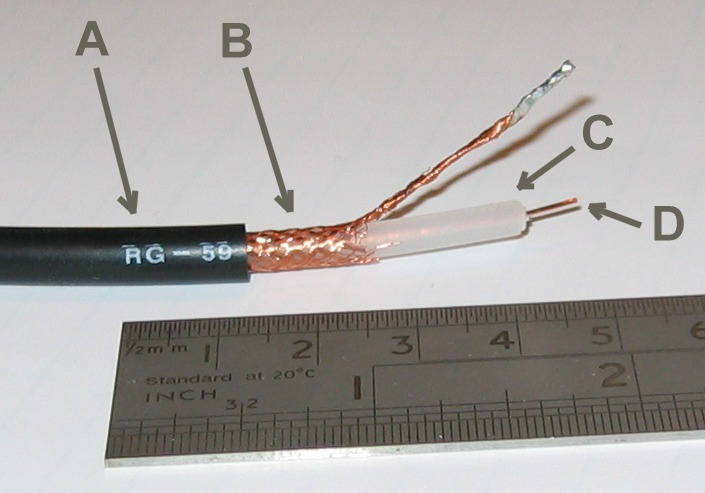
Cavo coassiale RG-59
A:Guaina di protezione
B:Schermatura
C:Dielettrico in PE
D:Conduttore centrale

Il cavo ha una impedenza caratteristica di 75 Ω e una capacità specifica di 60pF/m. "RG" sta per "Radio Guide" ed era in origine la sigla utilizzata per indicare i cavi per radiofrequenza in campo militare statunitense; la numerazione era progressiva, il che fa pensare che questo cavo sia stato definito insieme al molto simile RG-58. La classificazione attuale è M17/29-RG59.
Il diametro esterno del cavo è di circa 6 mm. L'RG-59 standard ha un conduttore centrale solido in acciaio ramato, il che lo rende inadatto per la trasmissione della corrente continua, per via dell'elevata resistività.
La maggior parte dei sistemi video in banda base, come gli studi televisivi o i sistemi di TV a circuito chiuso, sono progettati per avere collegamenti a 75 Ω, per cui il cavo RG59 è spesso usato in queste applicazioni.
Anche gli impianti di antenna televisivi hanno una impedenza caratteristica di 75 Ω, ma le frequenze in gioco sono troppo alte per questo cavo, che ha delle perdite notevoli alle alte frequenze. In queste applicazioni il cavo RG-59 è spesso usato per collegamenti corti, come il collegamento tra presa a muro e televisore.
In applicazioni con lunghe distanze o frequenze superiori a 100 MHz, è preferibile usare cavi con migliori caratteristiche, come l'RG-6.